# Deutsche Fußballmeisterschaft 1921/22
Das Ergebnis der fünfzehnten deutschen Fußballmeisterschaft ist bis heute umstritten. In den meisten Quellen wird kein deutscher Meister für dieses Jahr ausgewiesen, einige wenige führen den Hamburger SV als Titelträger an. Offiziell hatte der DFB seinerzeit beschlossen, die Meisterschaft 1922 „in Fortfall kommen“ zu lassen. Auf der Deutschen Meisterschale sind für die umstrittene Fußballmeisterschaft 1921/22 sowohl der 1. FC Nürnberg als auch der Hamburger SV als Meister eingraviert.
Parallel zur DFB-Meisterschaft richtete auch der Arbeiter-Turn- und Sportbund 1922 wieder eine deutsche Fußballmeisterschaft aus, deren Sieger der VfL Leipzig-Stötteritz dabei erfolgreich seinen Titel verteidigte. Die Deutsche Jugendkraft spielte hingegen in diesem Jahr keinen Fußballmeister aus.

## Verlauf und Ausgang
Die Meisterschaftsendrunde 1921/22 war von einer Reihe von Protesten und Skandalen geprägt, die schließlich darin gipfelten, dass in dieser Spielzeit keine endgültige Entscheidung über den Ausgang der Meisterschaft getroffen wurde.

### Qualifikation
In Nordostdeutschland hatte das Prozedere um den Teilnehmer an der Endrunde bereits Tradition. Wieder nahm mit dem FC Titania Stettin eine Mannschaft an der Meisterschaftsendrunde teil, die zum Zeitpunkt des Endrundenbeginns als Nordostdeutscher Meister galt, doch am Ende ging der Regionaltitel am grünen Tisch wieder an den VfB Königsberg.
Auch der südostdeutsche Vertreter war am Ende nicht der Südostdeutsche Meister. Hier lagen am Ende der regionalen Meisterschaftsendrunde punktgleich der FC Viktoria Forst, die Vereinigten Breslauer Sportfreunde und der FC Preußen Kattowitz vorne. Die eigentlichen vorgesehenen Entscheidungsspiele um die südostdeutsche Meisterschaft konnten vorerst nicht stattfinden, da Kattowitz zwischenzeitlich an Polen fiel und dadurch die Kattowitzer Spieler Passschwierigkeiten hatten. Um dennoch einen Teilnehmer für die deutsche Meisterschaft schicken zu können, fand am 14. Mai 1922 ein Entscheidungsspiel zwischen dem FC Viktoria Forst und den Sportfreunden Breslau statt, welches die Forster mit 6:1 gewannen. In der dann Wochen später ausgetragenen eigentlichen Entscheidungsrunde um die südostdeutsche Meisterschaft setzten sich schließlich die Breslauer durch und wurden Regionalmeister. Die Meisterschaftsentscheidung hatte sich auch deshalb in die Länge gezogen, weil sie von zahlreichen Protesten und Gegenprotesten begleitet war.
In Westdeutschland gab es in diesem Jahr ebenfalls einen Meister am grünen Tisch. Der Kölner BC 01 und die TG Arminia Bielefeld hatten die Regionalmeisterschaftsendrunde punktgleich auf Platz 1 beendet. Das erforderliche Entscheidungsspiel hatten die Kölner mit 2:1 gewonnen. Doch der Essener TB hatte gegen die Wertung seines Endrundenspieles gegen den KBC (2:2) Protest eingelegt und wurde hierin „uneigennützigerweise“ von Arminia Bielefeld unterstützt. Der WSV gab dem Protest nach und setzte das Spiel neu an. Der KBC weigerte sich anzutreten und wurde daraufhin vom Regionalverband zum Verlierer erklärt. Damit hatten die Kölner in der Endabrechnung einen Punkt weniger als die Arminen, das Entscheidungsspiel war damit ungültig und die Ostwestfalen wurden Westdeutscher Meister.

### Endspiel
Im Endspiel um die deutsche Meisterschaft zwischen dem Titelverteidiger 1. FC Nürnberg und dem Hamburger SV fiel keine sportliche Entscheidung. Das erste Finalduell der beiden im Deutschen Stadion in Berlin wurde nach drei Stunden und neun Minuten (189 Minuten) Spielzeit wegen der einbrechenden Dunkelheit beim Stande von 2:2 um 21:02 Uhr auf Verlangen der Zuschauer abgebrochen, die „Aufhören!“ riefen, da sie kaum noch etwas sahen.
Das Wiederholungsspiel im gerade fertiggestellten Probstheidaer Stadion in Leipzig, sieben Wochen später, sah nach regulärer Spielzeit immer noch keinen Sieger; es stand 1:1. Allerdings hatte der 1. FC Nürnberg zu diesem Zeitpunkt nur noch neun Spieler auf dem Platz; ein Platzverweis und ein verletzungsbedingter Ausfall waren dafür verantwortlich. Als in der Verlängerung der zweite Feldverweis für einen Nürnberger folgte und dann noch der FCN-Spieler Luitpold Popp als verletzt und spielunfähig gemeldet wurde, was die Mannschaft auf nunmehr sieben Spieler reduzierte, pfiff Schiedsrichter Peco Bauwens das Spiel zur zweiten Halbzeit der Verlängerung nicht mehr an. Wie sich später herausstellte, war das eine Fehlentscheidung des Unparteiischen. Laut Regelwerk „musste“ ein Spiel zwar abgebrochen werden, wenn eine Mannschaft weniger als acht Spieler auf das Spielfeld bringen konnte, jedoch hätte der Abbruch „nicht während der Pause“ erfolgen dürfen, da diese gemäß Regel 5 nicht zum Spiel gehörte.
Der Deutsche Fußball-Bund erklärte auf seiner Jahrestagung im November noch mehrheitlich den HSV zum Deutschen Meister. Doch dieser verzichtete anschließend auf diesen Titel, wobei der Verein allerdings später behauptete, der DFB habe ihn zum Verzicht genötigt. Die tatsächlichen Hintergründe sind bis heute nicht bekannt.
Dabei konnten beide Finalisten nur aufgrund des Titelverteidiger-Bonus an dieser Meisterschaftsendrunde teilnehmen. Der 1. FC Nürnberg war zwar in der süddeutschen Endrunde frühzeitig am Lokalrivalen SpVgg Fürth gescheitert, aber als amtierender Deutscher Meister qualifiziert, und der Hamburger SV hatte in der Norddeutschen Liga (Alsterkreis) nur Rang drei belegt, durfte aber als amtierender Norddeutscher Meister an der Regionalendrunde teilnehmen und verteidigte dort erfolgreich seinen Titel.

## Teilnehmer an der Endrunde
| Verein                      | Qualifiziert als                                       |
| FC Titania Stettin          | Vertreter des Baltischen Rasensport-Verbandes          |
| FC Viktoria Forst           | Vertreter des Südostdeutschen Fußballverbandes         |
| SV Norden-Nordwest          | Meister des Verbandes Brandenburger Ballspielvereine   |
| SpVgg 1899 Leipzig-Lindenau | Meister des Verbandes Mitteldeutscher Ballspielvereine |
| Hamburger SV                | Meister des Norddeutschen Fußballverbandes             |
| TG Arminia Bielefeld        | Meister des Westdeutschen Spielverbandes               |
| FC Wacker München           | Meister des Verbandes Süddeutscher Fußballvereine      |
| 1. FC Nürnberg              | Titelverteidiger                                       |

## Viertelfinale
| Datum        |                              | Ergebnis  | !Stadion                                                             |
| ------------ | ---------------------------- | --------- | -------------------------------------------------------------------- |
| 21. Mai 1922 | SpVgg 1899 Leipzig-Lindenau  | 0:3 (0:0) | 1. FC Nürnberg \|Halle (Saale), Stadion am Zoo                       |
| 21. Mai 1922 | SV Norden-Nordwest 98 Berlin | 1:0 (0:0) | FC Viktoria Forst \|Berlin, Viktoria-Platz                           |
| 21. Mai 1922 | Hamburger SV                 | 5:0 (3:0) | FC Titania Stettin \|Hamburg, Sportplatz Hoheluft                    |
| 21. Mai 1922 | FC Wacker München            | 5:0 (3:0) | TG Arminia Bielefeld \|Karlsruhe, KFV-Platz an der Telegrafenkaserne |

## Halbfinale
| Datum        |                | Ergebnis  | !Stadion                                                     |
| ------------ | -------------- | --------- | ------------------------------------------------------------ |
| 4. Juni 1922 | 1. FC Nürnberg | 1:0 (1:0) | SV Norden-Nordwest 98 Berlin \|Fürth, Ronhof                 |
| 4. Juni 1922 | Hamburger SV   | 4:0 (2:0) | FC Wacker München \|Frankfurt am Main, Stadion am Riederwald |

## Finale
| Paarung        | Hamburger SV – 1. FC Nürnberg |
| Ergebnis       | 2:2 n. V. (2:2, 1:2) |
| Datum          | 18. Juni 1922 |
| Stadion        | Deutsches Stadion, Berlin |
| Zuschauer      | 30.000 |
| Schiedsrichter | Peco Bauwens (Köln) |
| Tore           | 1:0 Rave (19.) 1:1 Träg (20.) 1:2 Popp (30.) 2:2 Flohr (86.) |
| Hamburger SV   | Hans Martens – Albert Beier, Gustav Schmerbach – Hans Flohr, Asbjørn Halvorsen, Hans Krohn – Walter Kolzen, Ludwig Breuel, Otto Harder, Karl Schneider, Hans Rave Cheftrainer: A. W. Turner              |
| 1. FC Nürnberg | Heinrich Stuhlfauth – Gustav Bark, Michael Grünerwald – Emil Köpplinger, Anton Kugler, Carl Riegel – Wolfgang Strobel, Luitpold Popp, Willy Böß, Heinrich Träg, Hans Sutor Cheftrainer: Izidor Kürschner |
| Besonderheiten | Das Spiel wurde nach 189 Minuten wegen einbrechender Dunkelheit abgebrochen. |

Sieben Wochen später fand das Wiederholungsspiel statt:
| Paarung                | Hamburger SV – 1. FC Nürnberg |
| Ergebnis               | 1:1 n. V. (1:1, 0:0) |
| Datum                  | 6. August 1922 |
| Stadion                | VfB-Stadion, Leipzig |
| Zuschauer              | 50.000 |
| Schiedsrichter         | Peco Bauwens (Köln) |
| Tore                   | 0:1 Träg (48.) 1:1 Schneider (69.) |
| Hamburger SV           | Hans Martens – Albert Beier, Rudi Agte – Hans Flohr, Asbjørn Halvorsen, Hans Krohn – Walter Kolzen, Ludwig Breuel, Otto Harder, Karl Schneider, Hans Rave Cheftrainer: A. W. Turner                |
| 1. FC Nürnberg         | Heinrich Stuhlfauth – Gustav Bark, Anton Kugler – Emil Köpplinger, Carl Riegel, Reitzenstein – Wolfgang Strobel, Luitpold Popp, Willy Böß, Heinrich Träg, Hans Sutor Cheftrainer: Izidor Kürschner |
| Platzverweise          | keine – Willy Böß (18.), Heinrich Träg (100.) |
| Verletzt ausgeschieden | keine – Anton Kugler, Luitpold Popp |
| Besonderheiten         | Das Spiel wurde in der Verlängerung nach dem Ausscheiden von Luitpold Popp abgebrochen, da dem 1. FC Nürnberg nur noch sieben anstatt der vorgeschriebenen acht Spieler zur Verfügung standen.     |

Der zum Meister erklärte Hamburger SV verzichtete auf den Titel.

## Torschützenliste
| Spieler | Spieler        | Verein            | Spiele | Tore |
| ------- | -------------- | ----------------- | ------ | ---- |
| 1.      | Hans Semmler   | FC Wacker München | 1      | 3    |
| 2.      | Karl Schneider | Hamburger SV      | 3      | 3    |
| 3.      | Ludwig Breuel  | Hamburger SV      | 4      | 3    |
| 3.      | Otto Harder    | Hamburger SV      | 4      | 3    |
| 3.      | Luitpold Popp  | 1. FC Nürnberg    | 4      | 3    |
| 3.      | Heinrich Träg  | 1. FC Nürnberg    | 4      | 3    |